# Komparative Philosophie
Die Komparative Philosophie (von lateinisch comparare – vergleichen) oder manchmal auch Interkulturelle Philosophie bezeichnet eine Entwicklung der modernen Philosophie. Diese vergleicht das Denken verschiedener kultureller, sprachlicher und philosophischer Strömungen. Der Vergleich entsteht dadurch, dass die Unterschiede gezielt in einem Dialog gegenübergestellt werden.

## Unterschied zur herkömmlichen Philosophie
Die Komparative Philosophie unterscheidet sich von herkömmlichen Ansätzen der Philosophie, wird aber als Teilfeld der Philosophie angesehen. So stehen zum einen Philosophen oft in der Tradition einer Denkschule, womit lediglich deren Ideen weiterentwickelt werden. Andererseits untersuchen sie verschiedene kulturelle Traditionen (wie z. B. den Konfuzianismus oder die Islamische Philosophie) oder versuchen, durch die Fülle der verschiedenen Denkschulen ein eigenes philosophisches System zu konstruieren.
Es ist nicht Aufgabe der interkulturellen Philosophie, eine Synthese von philosophischen Traditionen zu schaffen. Das Ziel dieses transkulturellen Denkens jedoch besteht darin, eine Vorstellung von den Philosophien der gesamten Menschheit zu schaffen, um zu verdeutlichen, was durch die Philosophie selbst geschaffen worden ist.

## Historische Entwicklung
In Asien lässt sich ein zweitausend Jahre anhaltender Dialog zwischen verschiedenen Denkrichtungen feststellen. Auf die Verbreitung des Buddhismus in Zentralasien der ersten nachchristlichen Jahrhunderte beispielsweise reagierten daoistische und konfuzianistische Intellektuelle auf die „fremden“ Ideen teils mit strikter Ablehnung, teils mit dankbarer Aufnahme. Dennoch wurden selbst bei strikter Ablehnung die Lehren des Buddhismus mit den eigenen verglichen.
Dadurch, dass dem Buddhisten unter anderem das Studium nicht-buddhistischer Lehren vorgeschrieben wird (siehe. Bodhisattva-Gelübde), entwickelte sich ein bis heute andauernder Dialog zwischen einheimischen und fremden Traditionen.
Die Vertrautheit des interkulturellen Austausches ermöglichte es, fremde Ideen ernst zu nehmen. Viele Arbeiten über den Vergleich des östlichen und westlichen Denkens stammten daher aufgrund des fehlenden Interesses der westlichen Welt aus dem asiatischen Bereich. Die bekanntesten und einflussreichsten Personen waren Sri Aurobindo  (1872–1950) und Sarvepalli Radhakrishnan (1888–1975). Sie präsentierten die indische Philosophie der westlichen Öffentlichkeit, verglichen, unterschieden und verbanden sogar die westlichen und östlichen Philosophien.
Auf dem Gebiet der westlichen Philosophie ist die Komparative Philosophie ein relativ neues Sachgebiet. Im frühen 18. Jahrhundert entwickelte sich ein neues Bewusstsein für transeuropäische Traditionen, vor allem aus dem asiatischen Bereich. Dennoch kann ein Großteil der Arbeiten aus diesem Zeitraum nicht mehr zur Komparativen Philosophie dazugezählt werden. Der britische Sinologe Jonathan Spence betonte, dass Bearbeitungen chinesischen Denkens, wie sie sich beispielsweise bei Hegel finden lässt, aufgrund des mangelnden Engagements von chinesischer Seite nicht Teil der Komparativen Philosophie ist.
Die University of Hawaii protegierte im Jahre 1939 aufgrund des Aufkommens komparativer Studien im anglo-europäischen Raum des 19. Jahrhunderts die erste einer Folge von Ost-West-Konferenzen für Philosophen. Seit dieser Zeit wuchsen die herkömmliche wie auch die Komparative Philosophie weiter und ergänzten sich gegenseitig. Dennoch begann die Komparative Philosophie sich ihrer methodischen und inhaltlichen Rolle erst verhältnismäßig spät bewusst zu werden.
Die Hauptströmungen der westlichen Philosophie akzeptierten sie erst allmählich. Philosophische Fakultäten schaffen nur selten Platz für die Komparative Philosophie. Veröffentlichungen durch ihre Anhänger erweisen sich als schwierig, zumeist werden diese erst durch Fachzeitschriften wie beispielsweise Journal of Jewish Thought and Philosophy, African Philosophy oder Philosophy East and West ermöglicht.
Haben sich bisher einleitende Philosophiekurse sich ausschließlich auf klassische anglo-europäische Denker und Strömungen beschränkt, so existiert mittlerweile eine größere Bandbreite für die Einführung von Studenten, die die Möglichkeit komparativer philosophischer Arbeiten vorsieht.

## Problematik

### Chauvinismus
Als der deskriptive Chauvinismus wird der Fehler bezeichnet, in welchem die persönliche Ansicht die Darstellung der fremden Tradition beeinflusst. Vermutet man in Schriften anderer Traditionen dieselben Fragen und Antworten, mit denen man vertraut ist, so ist eine Irrung möglich, da Übersetzungen von Texten in fremden Schriften nicht denselben Inhalt darlegen wie ursprünglich gemeint.
Der normative Chauvinismus bezeichnet die Tendenz, dass einige Philosophen der Annahme sind, ihre eigene Tradition oder Ansicht die bessere sei und die andere fehlerhaft. Durch den Glauben an die eigene Überlegenheit (Chauvinismus) werden Fehlschlüsse durch die Beeinflussung durch die eigene Tradition ermöglicht.

### Skepsis
In der Philosophie ist es üblich, eine kritische Haltung bei der Prüfung diverser Philosophien einzunehmen. Die normative Skepsis besteht aus dem Urteil über die Angemessenheit verschiedener Ansichten von Philosophen und Traditionen. So vertreten einige die Position, dass manche Ansichten haltbarer sind als andere. Dennoch führt diese Position zu einem methodologischen Fehlschluss, da es bei der Komparativen Philosophie nicht um die Kritik, sondern um den Vergleich verschiedener Philosophien geht. Ein Vertreter der Komparativen Philosophie sollte eine unkritische Haltung gegenüber anderen Traditionen einnehmen.

### Inkommensurabilität
Eine Art der Inkommensurabilität besteht in der Unmöglichkeit, Schriften mit genauer Referenz von einer Sprache in die andere zu übersetzen. So kann es passieren, dass der Inhalt nur in leicht modifizierter Form wiedergegeben werden kann.
Die andere Art besteht darin, dass sich philosophische Modelle in ihren Fundamenten derart unterscheidet, sodass es nicht möglich ist, sich gegenseitig zu verstehen.
Die dritte Version der Inkommensurabilität erklärt, dass sich die Traditionen in ihren Gewichtungen, was als wichtig angesehen wird und was nicht, derart voneinander unterscheiden können, dass eine Entscheidung zwischen ihnen nicht konkretisiert werden kann.